# Parafia Chrystusa Sługi w Poznaniu
Parafia pw. Chrystusa Sługi w Poznaniu - rzymskokatolicka parafia w dekanacie Poznań - Łazarz obejmująca terytorialnie południową część Łazarza i północną część Górczyna w Poznaniu.
Parafia powstała w 2003. Została wydzielona z obszaru dwóch sąsiednich parafii: Świętego Krzyża oraz Matki Boskiej Bolesnej. Obecnie trwa budowa świątyni parafialnej wraz z domem parafialnym.